# I Love You (film 1986)
I Love You è un film del 1986 diretto da Marco Ferreri.
Fu presentato in concorso al 39º Festival di Cannes.

## Trama
Michel è un bel giovanotto desiderato dalle donne, di cui non ne può più. Invece s'innamora d'un piccolo oggetto, un portachiavi elettronico, che risponde al suo fischio con le parole "I love you". Ma infine s'accorge che l'oggetto fa lo stesso con tutti.